# Xã Liberty, Quận Sullivan, Missouri
Xã Liberty (tiếng Anh: Liberty Township) là một xã thuộc quận Sullivan, tiểu bang Missouri, Hoa Kỳ. Năm 2010, dân số của xã này là 210 người.